# Penangi csata
A penangi csata az első világháború idején, 1914. október 28-án zajlott le a Malaka-szorosban az Emden német könnyűcirkáló (kiscirkáló) itteni brit haditengerészeti támaszponton való vakmerő rajtaütésekor. Az akció során az Emden az antant két hadihajóját, egy orosz védett cirkálót és egy francia rombolót süllyesztett el, amivel a madrászi rajtaütés után ismét nagy csapást mért az antanthatalmak tekintélyére a térségben.

## Előzmények
A japán hadüzenetet követően nyilvánvalóvá vált, hogy a német Kelet-ázsiai Hajóraj hamarosan el fogja veszíteni egyetlen támaszpontját, Csingtaot, ezért Maximilian von Spee tengernagy a hajórajával Dél-Amerikát megkerülve próbált visszatérni Németországba. Az Emden könnyűcirkáló számára azonban a hajórajtól kiválva önálló kereskedelmi háború folytatását engedélyezte az Indiai-óceánon.
Szeptember 18-án Rangoon előtt az Emden feltartóztatta a norvég Dovre gőzhajót és mivel nem szállított tiltott árut, az internáltakat átszállítva rá folytathatta útját.  A norvég kapitánytól tudták meg, hogy a Malaka-szorosban két brit segédcirkáló van jelen, a haditengerészeti támaszpontként használt Penangban pedig a Montcalm és a Dupleix francia páncélos cirkálók horgonyoznak. A németek már korábban sejtették, hogy Colombo és Szingapúr között az antant még egy jelentősebb haditengerészeti támaszpontot rendezett be magának, melyről úgy vélték, hogy Penang lehet az. Az információk alapján a torpedótiszt, Witthöft tengerészfőhadnagy felvetette egy a támaszpont elleni rajtaütés gondolatát, ami a parancsnoka tetszését is elnyerte, de a jelentős túlerő miatt kivitelezését egy későbbi időpontra halasztották.
Az Emden ezután a kevésbé veszélyesnek vélt indiai partokhoz hajózott át a madrászi rajtaütés végrehajtásához, majd több hajót fogott el a Ceylon szigete körüli vizeken. Ezt követően tevékenységi területet váltott és ismét nyugatnak hajózott. Miután a Nikobár-szigeteknél lévő False-öbölben szenet vételezett a Bureskről, egy korábban elfogott szénszállítóról, von Müller fregattkapitány a Penang szigetén lévő haditengerészeti támaszpont elleni támadás végrehajtása mellett döntött. A rajtaütés célja az antant hadihajóinak horgonyzóhelyükön való megsemmisítése volt tüzérségi lövedékek és torpedók bevetésével, majd a kikötőben lévő kereskedelmi hajók ellenőrzése és indokolt esetben elsüllyesztése volt. A hadműveletnek az anyagi kár okozása mellett a brit presztízs gyengítését is kellett szolgálnia Indiában, Hátsó-Indiában és Malájföldön.

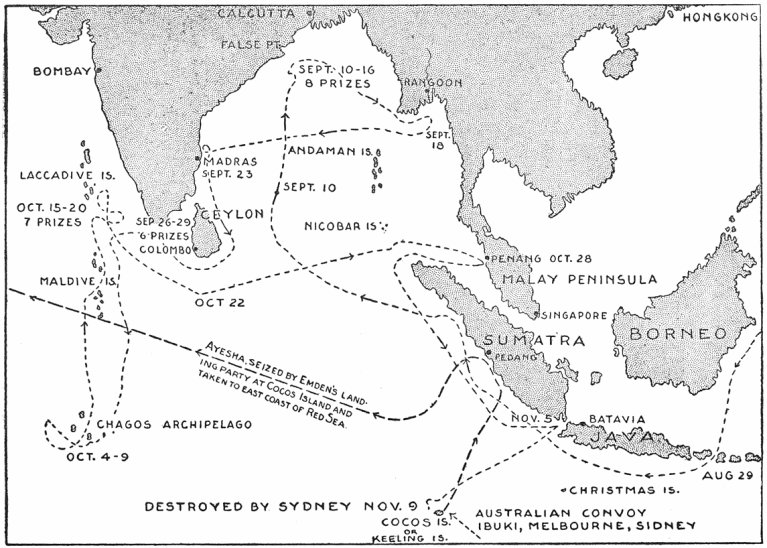
Az Emden portyázásainak útvonala

A világháború idején Penang, a Brit-Malájföld nyugati partja előtti sziget a brit koronához tartozó Straits Settlements (a Malaka-szoros menti brit telepek) egyik részét képezte. A sziget legnagyobb települése George Town volt. A háború első hónapjaiban az antant hadihajóinak és kereskedelmi hajóinak jelentős forgalmú kikötője volt, mivel a háború kitörése óta minden a Bengáli-öblöt átszelni igyekvő kereskedelmi hajónak meg kellett itt állnia. A formája befelé szűkülő üvegnyakra emlékeztetett és csak egy keskeny csatornán lehetett megközelíteni a belső kikötőt. Mivel feltételezték, hogy a kardinális jelzőbóják fényeit lekapcsolják, az éjszakai támadás jelentős kockázatokkal járhatott. Von Müller azonban úgy ítélte meg, hogy a siker érdekében vállalhatók ezek a kockázatok. Október 25. folyamán a legénységgel intenzíven gyakorlatoztatták a rajtaütéskor várható feladatokat, majd 27-én a tiszti étkezdében megbeszélték a rajtaütés részleteit és hozzáláttak a hajó támadáshoz való felkészítéséhez. Az Emden a rendelkezésére álló két szénszállító közül a Bureskkel a Nikobár-szigetekhez tartozó Nankauri-sziget kikötőjébe hajózott, ahol a kedvező időt kihasználva október 26-án 480 t szenet vett át, majd Penang felé távozott. A Buresk innen a Simaloer szigettől nyugatra 40 tmf távolságra kijelölt találkozási pont felé indult el. A másik szénszállítóként szolgáló zsákmányhajónak, az Exfordnak 20 tmf-re az Északi-Keeling-szigettől északra kellett várakoznia november 15-ig. A legénységgel frissen mosott tiszta ruhát vetettek fel, hogy sérülések esetén kisebb legyen a fertőzés veszélye. A város kikötőjét jól ismerő Julius Lauterbach sorhajóhadnagy, a cirkáló zsákmánytisztje vette át a navigációs tiszt szerepét a hadművelet idejére.

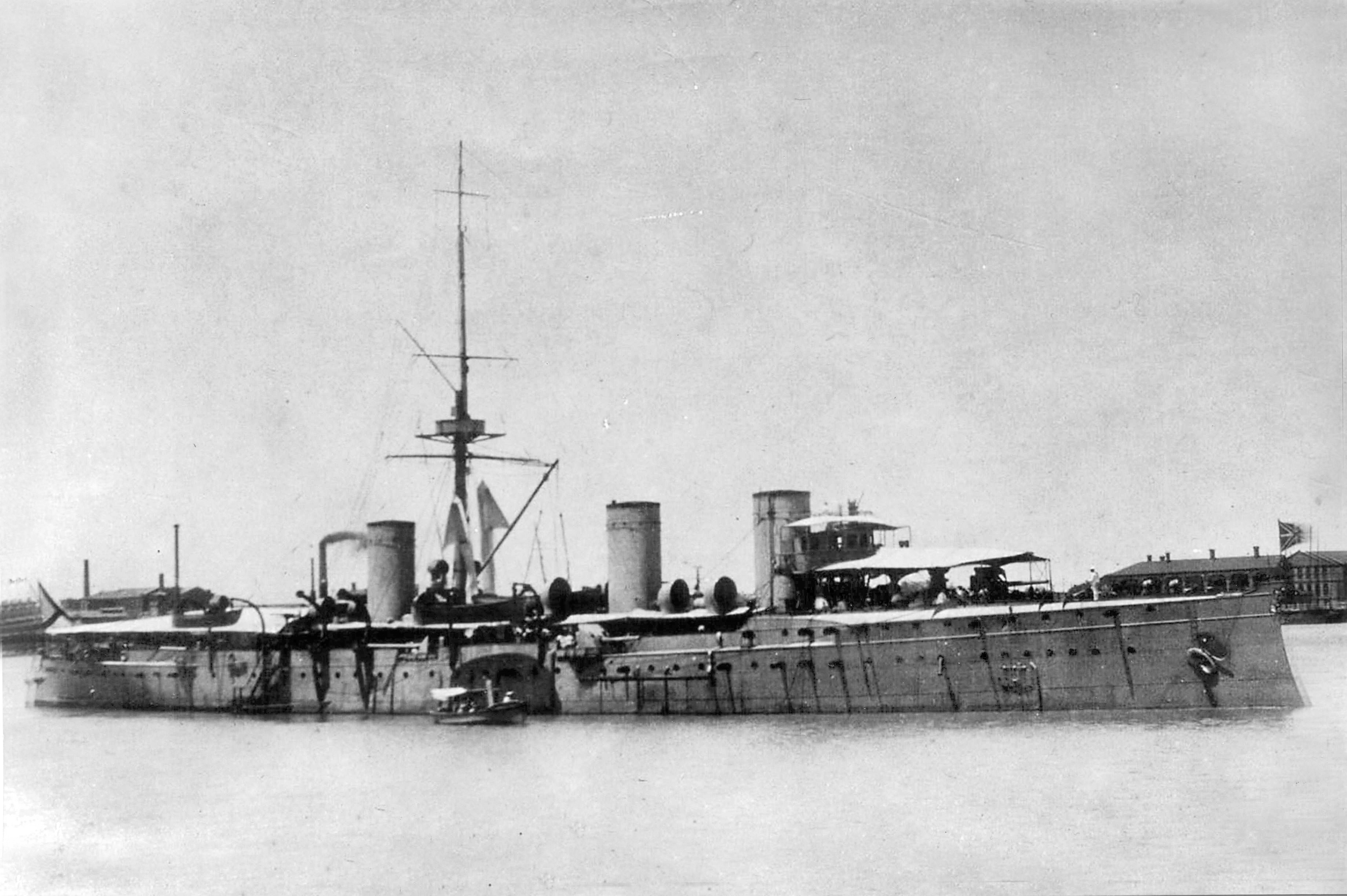
A Zsemcsug valamikor 1909 után

A támadás napján az antant több hadihajója tartózkodott itt. Az orosz Zsemcsug védett cirkáló október 26. óta javítások elvégeztetése végett horgonyzott a külső kikötőben, Georgetowntól nagyjából másfél kilométerre. A csuzimai csatát is túlélő cirkáló annak a brit–francia–japán–orosz flottának volt a tagja, melynek a feladata Spee tengernagy hajórajának elfogása lett volna. A japán Csikuma cirkálóval együtt a Bengáli-öbölben teljesített szolgálatot ez idő tájt és a kazánok megtisztítása miatt kellett kikötnie Penangban. A kazánjai közül csak egy volt használható állapotban, így nem volt képes manőverezésre és a lőszerfelvonói sem működtek. Martyn Jerram tengernagy, az antant térségben lévő flottáinak parancsnokának tanácsa ellenére Cserkaszov fregattkapitány az emberei többségének szabad eltávozást engedélyezett a partra, ő maga a feleségét (avagy más források szerint az ágyasát) látogatta meg egy helyi hotelben. Emellett a hajója összes torpedóját eltávolították a kivető csövekből, a lőszerkamrák ajtóit pedig bezárva tartották és a kulcsokat a tisztek magukkal vitték a partra. A fedélzeten minden ágyú mellett csak öt lövedéket tartottak készenlétben, továbbá egyet-egyet csőre töltve.
A Zsemcsug mellett három Arquebuse-osztályú francia romboló, a Mousquet, a Pistolet és a Fronde valamint a D’Iberville torpedónaszád is a támaszponton volt az Emden érkezésekor. Előbbi romboló épp őrjáratozni indult, míg a másik kettő a kormányzati rakparton horgonyzott egymás mellett elhelyezkedve.
George Town erődjét, a Fort Cornwallist korábban leszerelték már és nem rendelkezett saját partvédelmi ütegekkel. A kikötő bejáratát – német információk szerint – csak távolabb elhelyezett brit ütegek védték.

## A rajtaütés

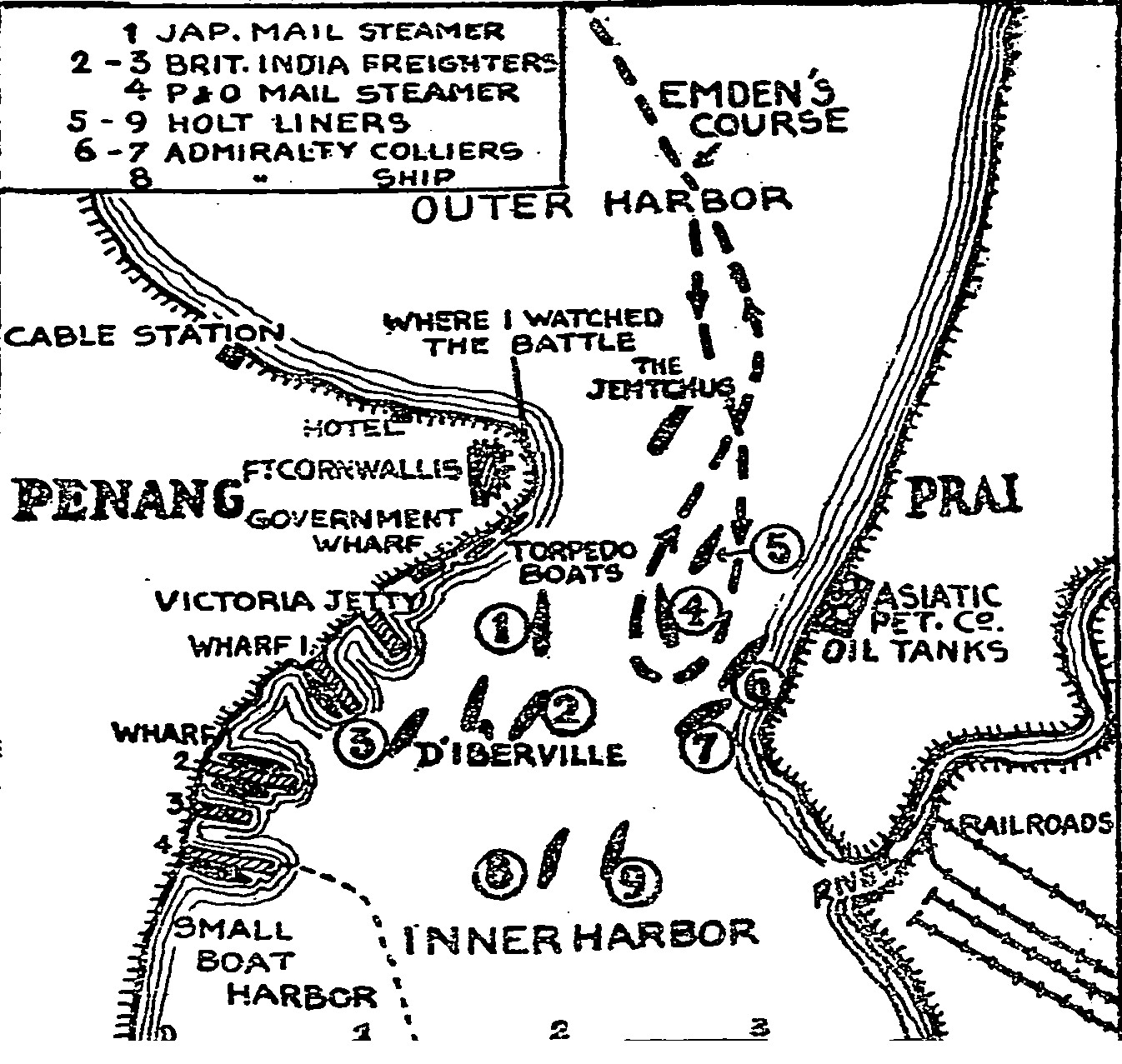
Az Emden penangi támadása egy a New York Times-ban megjelent (kissé pontatlan) vázlaton

A Nankauri-szigettől az útját keleti irányban folytató cirkálóról október 28-án éjjel kettőkor észlelték a penangi kikötő fényeit. Álcázásként ekkor felvonták a fedélzetén a már korábban összeácsolt és harmonikaszerűen kialakított, gyorsan felhúzható negyedik kéményt is a parancsnoki híd mögé, hogy megjelenésében a térségben tevékenykedő brit cirkálókra (a Hampshire-re avagy a Yarmouth-ra) emlékeztessen, de az ekkor még erős holdvilág miatt addig köröztek távolabb a kikötő bejáratától, míg a Hold le nem nyugodott. Tartottak ugyanis attól, hogy a magaslatokon lévő megfigyelőpontokról észrevehetik őket.
Holdnyugtakor a teljesen elsötétített, minimális füst kibocsátásával és csak az árbócok végén lévő csúcszászlókkal hajózó német cirkáló a teljes sötétségben 11 csomós sebességgel a kikötő bejárata felé indult meg, melyet egy erős fénnyel égő bója jelzett. Megközelítés közben a kihajózó, óvatlan halászbárkákat kellett kerülgetnie, melyek közül az egyiket kis híján le is gázolta. Eközben észlelték a kikötőből épp járőrözésre kihajózó Mousquet-ról, de az álcázás hatékony volt, mivel a negyedik kémény miatt a franciák valóban úgy vélték, hogy a Penangban utóbbi időben többször megforduló Yarmouth volt visszatérőben ismét.
A Zsemcsug elsüllyesztése
A német cirkáló 04:30-kor érte el a kikötőt és az előzetes terveknek megfelelően épp az ezen a szélességen hamar felkelő Nap első sugarainál érkezett a belső révhez. A kikötőben minden nyugodt volt, az ismerős sziluettű cirkáló felbukkanása nem keltett riadalmat és a pirkadatban a német csúcszászlókra sem figyelt fel senki. Ugyanakkor a németek először nem vettek észre egyetlen hadihajót sem és már úgy gondolták, hogy rossz időben érkeztek, mikor a kereskedelmi hajók között észleltek egy nagy, kivilágítatlan hajótestet. Miközben közelítettek felé, a fedélzetén három fény gyúlt fel. Miután a tatja mögött elhaladtak és mindössze 200 méteres távolságra kerültek hozzá, akkor tudták beazonosítani a Zsemcsug-ként, őrséget a fedélzeten nem láttak. A szakácsai épp ekkor hagyták el egy csónakon, hogy a parton húst és zöldségeket vegyenek.

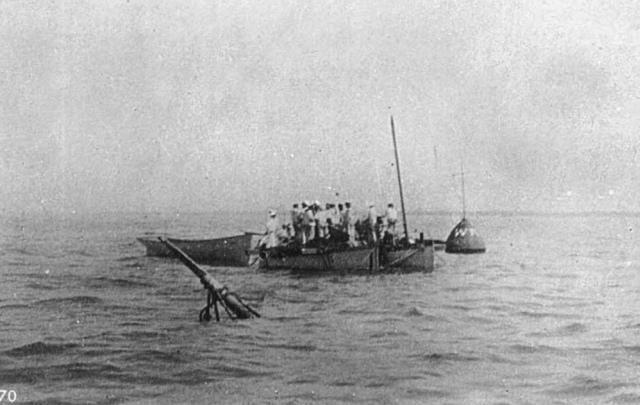
Az elsüllyedt Zsemcsug kiálló árbóccsúcsa a támadás után

05:18-kor egy torpedót kilőttek a jobb oldali torpedóvető csőből és tüzet nyitottak a hajó orr-részére, ahol a legénységének nagy része el volt szállásolva. A torpedó 11 másodperccel kilövése után a hátsó kémény magasságában találta el a cirkáló bal oldalát, mely ezt követően tatjával lassan süllyedni kezdett. Az egyik mentőcsónakot a robbanás a magasba repítette és a taton lévő ágyúra esett vissza, használhatatlanná téve azt. Az álmukból felriasztott orosz tengerészek felözönlöttek a hajó fedélzetére, egyesek közülük hamar a vízbe vetették magukat. Az Emden az orosz cirkáló mellett elhaladva 400 méterre távolodott el tőle, miközben pontos sortüzeket zúdított rá és néhány perc alatt szitává lőtte az orrát oly mértékben, hogy a szétszaggatott válaszfalain keresztül hamarosan át lehetett látni a túlsó oldalra. Az Emden a szárazföld és a sziget közötti szoros legszűkebb részéhez érve – ahol csak sekély merülésű járművek tudtak áthaladni – bal oldali fordulót hajtott végre és északnak fordulva közelített ismét a Zsemcsug felé, ezúttal a bal oldali lövegeivel tüzet nyitva rá. Időközben a felocsúdott oroszok is tüzet nyitottak a németekre, de a szemtanúk szerint túl magasan lőttek és az egyik lehorgonyzott japán kereskedelmi hajót is ők találták el. Az egyik jobb oldali ágyútól, melyet nem tudtak használni a lövedékeket sietve igyekeztek eljuttatni a hajó orrán egyedül tüzelésképes löveghez.
A nagyobb kaliberű, 120 mm-es orosz lövedékek találatától tartva Müller egy újabb torpedó kilövését rendelte el az orosz cirkálóra 05:28-kor 400 méteres távolságból. A torpedó a parancsnoki híd magasságában érte a cirkálót és robbanást idézett elő az itteni lőszerraktárban. A hatalmas detonáció szétszakította az orosz cirkálót, mely után egy 150 méter magas füstoszlop maradt hátra. A kettétört cirkáló 10-15 másodperc alatt teljesen elsüllyedt és a sekély vízben csak az árbóccsúcsa látszott ki. A hajótöröttek kimentésére hamar több hajó is a katasztrófa helye felé indult meg.
A Mousquet elsüllyesztése
Röviddel a Zsemcsug elsüllyedése után szúrták ki a német cirkálóról a D’Iberville francia ágyúnaszádot, mely félig kereskedelmi hajóktól eltakarva horgonyzott a belső kikötőben és géppuskával tüzelt rájuk. A kormányzati révnél egymás mellett horgonyzó francia rombolókat, melyek közül a Fronde is tüzelt rájuk, a németek egyáltalán nem észlelték. Von Müller épp kiadta a parancsot a D’Iberville megközelítésére, mikor az egyik őrszem egy a kikötő bejáratához közeledő, rombolónak látszó hajót észlelt. Mivel a szűk belső kikötőben nem térhettek volna ki egy romboló torpedótámadása elől, Müller teljes gőzzel a külső kikötő irányába hajózott, hogy a nagyobb vízfelületen kedvezőbb taktikai helyzetbe kerülhessen.
A németek 4000 méterről nyitottak tüzet a hadihajónak vélt célpontra, mely a szorosan mellette becsapódó lövedékek miatt jobb oldali fordulót hajtott végre. A manőver révén jobban megfigyelhetővé vált járműről ekkor kiderült, hogy nem romboló, hanem egy kormányzati gőzös (révkalauzhajó). Ezután nem sokkal egy segédcirkálónak vélt újabb hajót észleltek az Emdenről, melyről röviddel 07:00 után tudták megállapítani, hogy egy egyszerű szállítóhajóról van szó. A Glenturret révkalauzra várva horgonyzott a kikötő bejáratánál és egy sárga zászlóval jelezte, hogy lőpor van a fedélzetén. Az egyik kutterrel útnak indított zsákmányszemélyzet így már azzal az utasítással közelített hozzá, hogy süllyesszék el a tiltott rakománnyal rendelkező hajót. A 4696 tonnás gőzös a felső fedélzetéig meg volt rakva lőszerrel, ám szerencséjük volt, mivel ekkor tűnt fel a hajnalban járőrözésre induló és a harc zaját hallva visszatérő Mousquet francia romboló. Von Müller visszahívta a már a gőzös fedélzetén lévő zsákmányszemélyzetet és hagyta folytatni az útját Penangba, majd az álkéményt bevonva a közeledő hadihajó felé vette az irányt. Jones kapitányt még megbízták azzal, hogy a kikötőbe érkezve adja át von Müller fregattkapitány üzenetét, melyben jelezte, hogy az orosz hajótöröttek mentésében a nagy számú helyszínre siető hajó miatt nem vett részt és közölte, hogy nem állt szándékában kárt okozni magában a városban, az esetleges találatokért illetve a révkalauzhajó lövetéséért pedig elnézést kért.

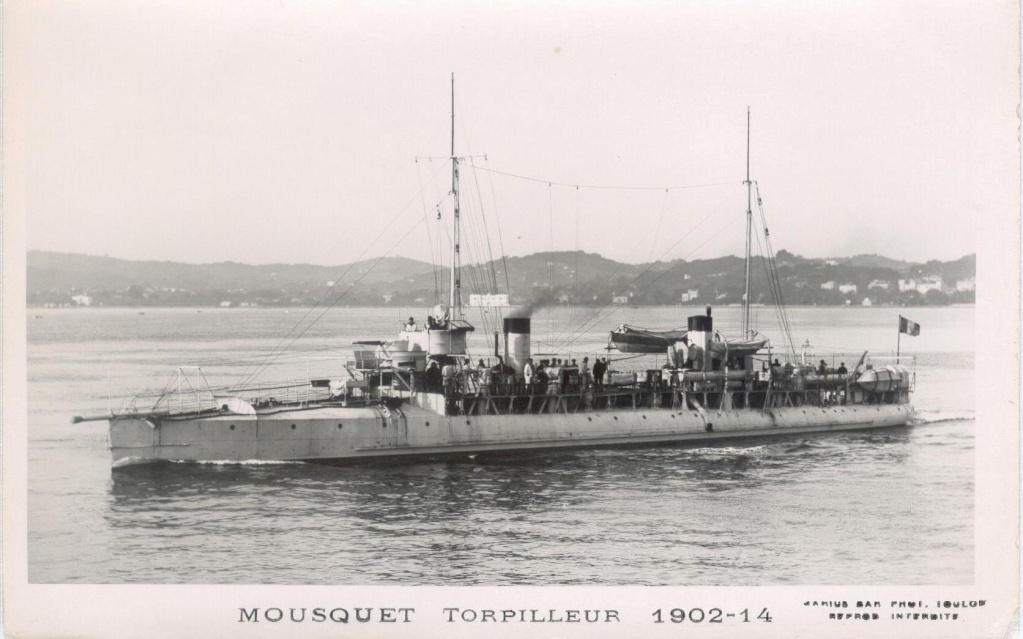
A Mousquet francia romboló

Az egymáshoz közelítő két hadihajón nem voltak felhúzva a lobogók. Elsőként a franciák vonták fel a hadilobogót, mikor 6000 méterre voltak a németektől, majd 4000 méteres távolságban az Emdenen is felhúzták a Reichskriegsflaggét és a cirkáló kissé balra kanyarodott, hogy sortüzet lőhessen a rombolóra. Az első sortűz eldördültekor a franciák is rájöttek, nem a várt Yarmouth, hanem az Emden közeledik feléjük és bal oldali fordulót végrehajtva, teljes sebességre kapcsolva igyekeztek elmenekülni előle. Théorinne tengerészhadnagy 300 tonnás rombolója egy 56 mm-es és hat 47 mm-es ágyúval nem kellhetett versenyre a német kiscirkáló 10,5 cm-es lövegeivel, ugyanakkor két torpedóvető csöve jelentős veszélyt jelenthetett volna rá, ha az irányt tartva csökkenti a távolságot a kitérés helyett.
Az első sortűz még a romboló felett zúgott el, a második már épphogy csak rövidre sikeredett. A harmadik sortűz több lövedéke is eltalálta a célpontot, az elülső árbócot a trikolorral vízbe repítve. Az egyik középen becsapódó lövedék tönkretette a kazánokat. A kiáramló gőzbe burkolózott Mousquet elülső ágyújával folyamatosan tüzelt és a taton lévő csőből kilőtt egy torpedót, ami azonban a cirkálótól jobbra elhaladva tévesztette el a célt. A német sortüzek egymás után csapódtak a célpontba és hamar elnémították az egyetlen még tüzelő ágyúját. Tizenkét sortűz leadása után a romboló sárgás füstbe burkolózott és emiatt von Müller beszüntette a tüzelést. Habár az elülső árbóc valamint az elülső kéményt ellőtték és a parancsnoki híd is romhalmazzá változott, a romboló nem adta jelét a megadásnak. További tíz sortűz leadása után a mozgásképtelenné vált roncs lassan, orral előre elsüllyedt.
Az Emden az elsüllyedés helyszínére manőverezett és mindkét kuttert vízre bocsátották a hajótöröttek kimentésére. A túlélők hosszú vonalban elnyúlva lebegtek a vízfelszínen, ami arra utalt, hogy egyesek már az összecsapás legelején elhagyták a fedélzetet. Összesen 36 főt, köztük 12 sérültet mentettek ki a vízből. Az egyetlen kimentett tiszt súlyos sebesüléseket szerzett, mellette volt még két altiszt is a foglyok között. Néhányan igyekeztek eltávolodni a kimentésükre küldött csónakok elől, amit később azzal magyaráztak, hogy a francia újságokban azt olvasták, hogy a németek lemészárolják a hadifoglyaikat, ők pedig inkább fulladtak volna vízbe, mintsem így végezzék. Beszámolóik szerint hasonló okításban részesültek a tisztjeiktől is. Egy francia tengerésznek sikerült is kiúsznia a távoli partra.
A túlélők beszámolója szerint parancsnokuknak, Théroinne hadnagynak a lábait egy gránát szakította le. Vélhetőleg még meg lehetett volna menteni, de ő a hídon a hajóhoz kötözte magát, mert nem akarta túlélni azt a szégyent, hogy az embereinek egy része rögtön a harc elején elhagyta a hajóját. A súlyos sebesültek közül három fő másnapra belehalt sérüléseibe, köztük az egyetlen tiszt. Von Müller teljes katonai tiszteletadás mellett hullámsírba temettette őket.

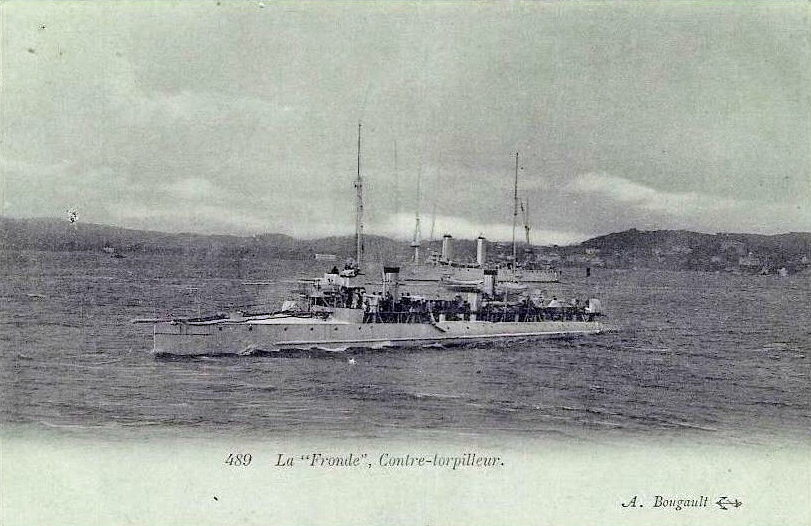
A Fronde

A mentés után az Emden nagy sebességgel távozott a helyszínről, mivel a kikötő bejáratánál felbukkant a Fronde romboló és a németek tartottak nagyobb hadihajók felbukkanásától is. A Fronde jó ideig követte az Emdent folyamatosan jelentve annak pozícióját és haladási irányát. Von Müller azt tervezte, hogy miután távolabbra a nyílt vizekre kicsalogatja a francia rombolót, megfordul és támadást intéz ellene. Később egy esőfüggöny mögött azonban szem elől veszítették egymást az ellenséges hajók és újra már nem észlelték egymást.
Két nappal később a németek elfogták a Newburn gőzöst, mely Angliából tartott Szingapúrba sószállítmányával. Mivel a rakománya nem számított tiltott árunak, nem süllyesztették el. William Richards kapitányt megbízták a foglyul ejtett francia tengerészek átvételére és Khota Rajára vagy Sabangra való vitelével, ahol a sebesültek kellő kórházi ellátásban részesülhettek. A franciákkal előzőleg aláírattak egy nyilatkozatot, miszerint a háborúban többé nem fognak fegyvert Németország vagy a szövetségesei ellen. Mikor a súlyosan sérült tisztet átszállították a brit hajóra, az a német cirkálóról egy sapkaszalagot kért, hogy legyen mi emlékeztesse a hajó lovagias és emberséges legénységére. A francia tiszt pár nappal később a kórházban elhunyt. Az Emden elhagyásakor a két francia altiszt is köszönetet mondott a kimentésükért és a jó ellátásért a túlélők nevében.

## A csata után

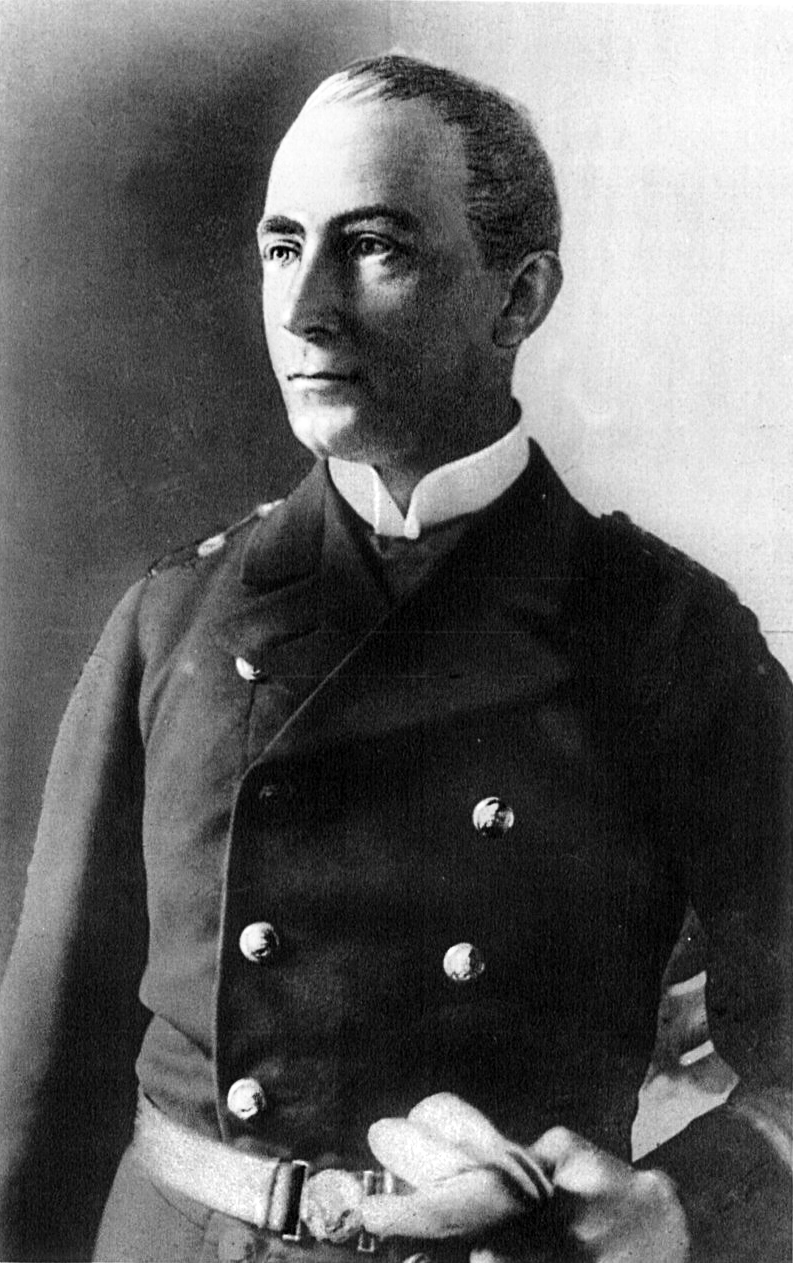
Karl von Müller fregattkapitány, az Emden parancsnoka

A Penangban horgonyzó Zsemcsug nem volt harcra kész állapotban az Emden felbukkanásakor, amiért a vezető tisztjeit tették felelőssé. Maga a hajó parancsnoka, az éjszakát a parton töltő Cserkaszov fregattkapitány az Eastern & Oriental Hotel ablakából nézte végig hajója pusztulását. A támadást követően hadbíróság elé állították hanyagság vádjával. Három és fél év börtönre ítélték, megfosztották rangjától és elbocsátották a haditengerészet kötelékéből. Helyettesét, Kulibin hadnagyot másfél év börtönre ítélték. Miklós cár azonban enyhített az ítéleteken és mindkettőjüket egyszerű tengerészekként küldték a frontra, ahol később kitüntették magukat a harcban és a Szent György-kereszttel jutalmazták őket teljesítményükért.
Míg az orosz cirkáló tisztjeit büntetésekkel sújtották és a francia haditengerészet számos kritikát kapott passzivitása miatt, addig az Emden legénységének számos tagját kitüntették: Vilmos császár az eseményekről értesülve von Müller fregattkapitánynak a távollétében az első- és másodosztályú Vaskeresztet, a cirkáló személyzetének további ötven tagjának a másodosztályú Vaskeresztet adományozta.
A német cirkáló merész és gáláns fellépése kivívta az ellenség és a semlegesek elismerését is. A New York Times penangi tudósítója többektől hallott ehhez hasonló véleményeket: „Remélem elsüllyesztik az Emdent, de szégyen lenne, ha bárki is életét veszítené a legénységéből.” Az amerikai újság tudósítója a saját tapasztalatai és az antant sajtója által a németek állítólagos kegyetlenkedéseiről terjesztett – túlnyomórészt alaptalan – rémhírek közötti kontrasztot kiemelve a következőképpen írt:
„[von Müller fregattkapitány eljárása] erősen kétségessé tette számomra, hogy az oly sokat emlegetett német ’atrocitások’ valósak-e, leszámítva ahol a háború kényszere ezt elkerülhetetlenné nem tette.”
A penangi rajtaütés nagy csapás volt az antanthatalmakra és az Ausztrália felől érkező nagy konvojok jelentős késedelmet szenvedtek, mivel jóval erősebb kíséretet láttak szükségesnek biztosítani védelmezésükhöz. Az Emden még további 10 napon át folytatta a portyázásait, míg a kókusz-szigeteki csata során a nála jóval nagyobb tűzerővel rendelkező Sydney ausztrál cirkálótól elszenvedett súlyos sérülései után partra futott.

## Emlékezete

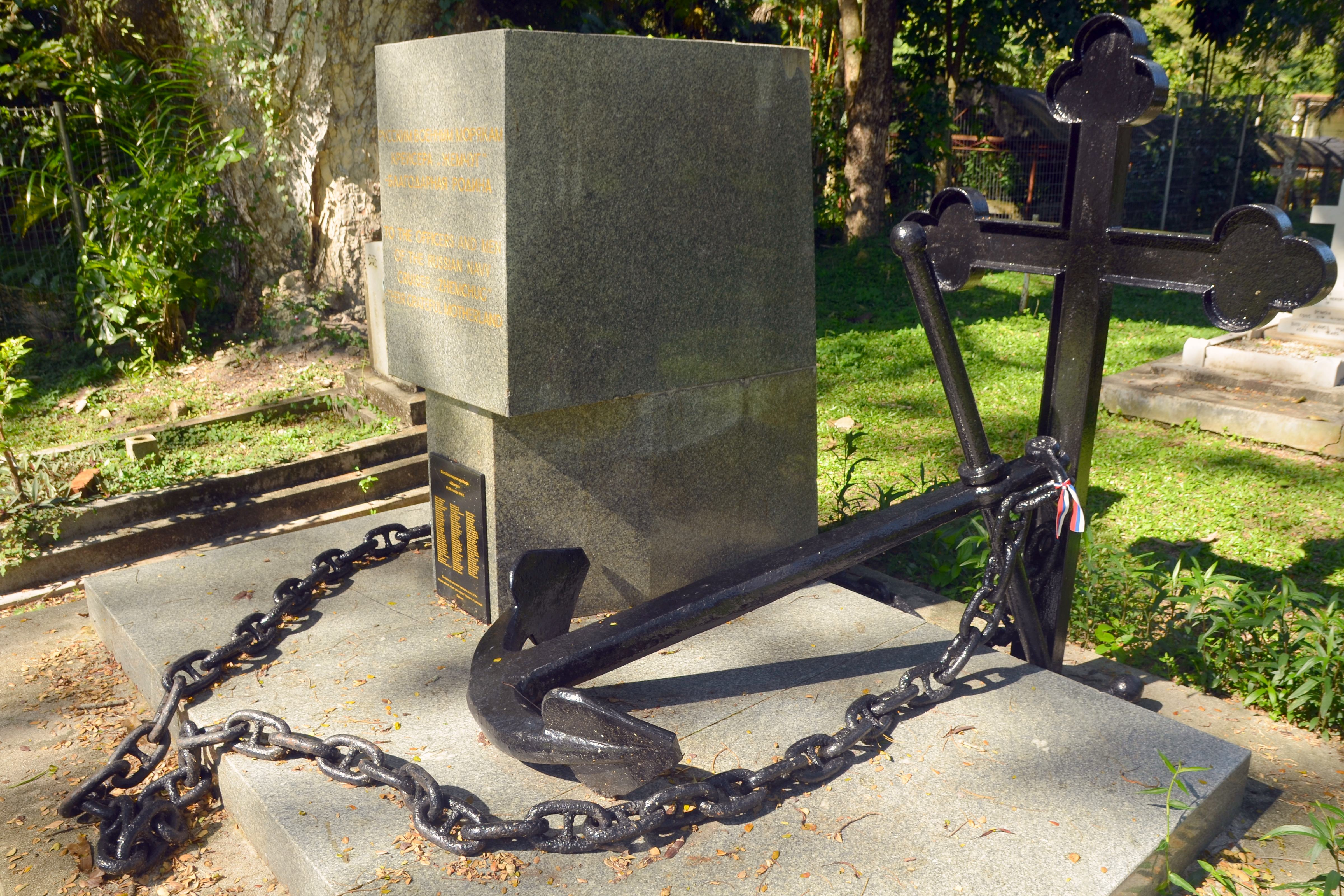
A Zsemcsug-emlékmű a Western Road Cemetery területén, Penang

Az elesett orosz tengerészek közül 12 Jerejak és Penang szigeteken lett eltemetve. A halottak tiszteletére emelt emlékművet 1972-ben és 1987-ben renoválták szovjet tengerészek. 2003-as malajziai elnöki látogatása során Vlagyimir Putyin több alkalommal is említést tett az ütközetről. Malajzia orosz nagykövetsége évente kétszer emlékezik meg az elesett orosz tengerészekről.

## Kapcsolódó olvasmányok
- Frame, Tom. (2004). No Pleasure Cruise: The Story of the Royal Australian Navy. Sydney: Allen & Unwin ISBN 978-1-74114-233-4 (paper)
- Hoehling, A.A. LONELY COMMAND A DOCUMENTARY Thomas Yoseloff, Inc., 1957.
- Hoyt, Edwin P. The Last Cruise of the Emden: The Amazing True World War I Story of a German-Light Cruiser and Her Courageous Crew. The Lyons Press, 2001. ISBN 1-58574-382-8.
- Lochner, R. K. Last Gentleman-Of-War: Raider Exploits of the Cruiser Emden Annapolis: Naval Institute Press, 1988. ISBN 0-87021-015-7.
- McClement, Fred. Guns in paradise. Paper Jacks, 1979. ISBN 0-7701-0116-X.
- Mücke, Hellmuth von. The Emden-Ayesha Adventure: German Raiders in the South Seas and Beyond, 1914. Annapolis: Naval Institute Press, 2000. ISBN 1-55750-873-9.
- Antal Gábor: A tengerről a sivatagba: Az Emden cirkáló Hellmuth von Mücke emlékiratai alapján in: Sorsok, frontok, eszmék. Tanulmányok az első világháború 100. Évfordulójára 195-202. o., 2015 Budapest